# 许飞青
许飞青（1921年8月15日—2012年8月7日），男，汉族，直隶霸县人。中华人民共和国政治人物。

## 生平
早年曾参加过抗日战争，担任中共房南工委书记、郧房县副县长。中华人民共和国成立后，担任中南军政委员会财政部处长，后升任西安市革命委员会副主任，甘肃省财办主任。1979年，升任甘肃省人民政府副省长。1985年，转任甘肃省人大常委会副主任。1988年，升任甘肃省人大常委会主任。